# 普蘭店区
普蘭店区（ふらんてん-く）は中華人民共和国遼寧省大連市に位置する市轄区（北緯39度24分32秒 東経121度58分01秒 / 北緯39.409度 東経121.967度座標: 北緯39度24分32秒 東経121度58分01秒 / 北緯39.409度 東経121.967度）。県級市であった時は瓦房店市、荘河市と共に「北方三市」と称された。

## 地理
金州区の北に位置し、大連市の中心部から距離にして50キロメートル、バスで1時間半ほどに位置する。

## 歴史
1905年、ポーツマス条約により旅大租借地が日本に移譲、普蘭店管区が設置され、1908年に普蘭店出張所、1930年に普蘭店民政署と改称される。1932年に満州国が成立すると奉天省復県の管轄とされた。1945年9月、中国共産党により復県の一部に新金県が新設され、1958年に県政府が皮口から普蘭店へ移された。1991年11月30日、新金県より県級市の普蘭店市に改編された。2015年10月13日に普蘭店区に改編。

## 行政区画
- 街道弁事処：豊栄街道、鉄西街道、太平街道、楊樹房街道、大劉家街道、皮口街道、城子坦街道、唐家房街道、大譚街道、蓮山街道、沙包街道、星台街道、安波街道、四平街道、双塔街道、楽甲街道、墨盤街道、同益街道

## 交通

### 鉄道
- 中国国家鉄路集団

- 丹大都市間鉄道

（大連方面）- 皮口駅 - 城子坦駅 -（丹東方面）
- 瀋大線

（大連方面）- 普蘭店駅 -（瀋陽方面）

### 道路
- 高速道路
  - 鶴大高速道路
  - 皮長高速道路
- 国道
  - G201国道

### 航路
- 皮口から長海県へフェリーが運行されている

## 経済
- 大楊集団 （大楊創世）

中国でも有数の衣服製造会社で、もともと普蘭店の楊樹房でスタートして、いまも本部は普蘭店にある。

## 文化
- 民謡「東北地方の子守歌」

これはもともと普蘭店のものといわれている。

## 観光
- 安波温泉、安波温泉スキー場（安波街道）
- 清泉寺
- 老帽山